# Neoathyreus antennatus
Neoathyreus antennatus es una especie de coleóptero de la familia Geotrupidae.

## Distribución geográfica
Habita en Bolivia.